# Bernhard Bischoff
Pour les articles homonymes, voir Bischoff.
Bernhard Bischoff est un paléographe, philologue et historien allemand né le 20 décembre 1906 à Altendorf (près d'Altenbourg, en Thuringe) et mort le 17 septembre 1991 à Munich.

## Biographie
Fils d'Emil Bischoff et de Charlotte von Gersdorff, morte lors de sa naissance, Bernhard Bischoff reçut une éducation piétiste.
Après avoir obtenu en 1933 son doctorat, préparé sous la direction de Paul Lehmann, il fut recruté par le paléographe américain Elias Avery Lowe comme assistant pour les Codices Latini Antiquiores. Il collabora jusqu'à son achèvement, en 1972, à cette entreprise visant à cataloguer tous les manuscrits latins antérieurs à l'an 800. Il soutint son habilitation en 1943, enseigna à l'université de Munich à partir de 1947 puis se vit attribuer la chaire de philologie latine du Moyen Âge de Paul Lehmann, enseignement qu'il exerça jusqu'à son éméritat en 1974. Ses travaux s'inscrivent dans la lignée de son prédécesseur Ludwig Traube.
En 1953, B. Bischoff fut élu à la direction centrale des Monumenta Germaniae Historica (MGH). Dans les dernières années de sa vie, il se consacra essentiellement au catalogue des près de 7 000 manuscrits continentaux du IXe siècle. Celui-ci est publié de façon posthume par l'Académie bavaroise des sciences.
C'est par son œuvre de paléographe et sa capacité à dater et localiser les manuscrits médiévaux que B. Bischoff a impressionné ses contemporains. Son manuel Paläographie des römischen Altertums und des abendländischen Mittelalters (Paléographie de l'Antiquité romaine et du Moyen Âge occidental) est un ouvrage fondamental pour la discipline et a été traduit en anglais par David Ganz et en français par Jean Vezin et Harmut Atsma. B. Bischoff reçut quatre doctorat honoris causa, à Dublin (1962), Oxford (1963), Cambridge et Milan.
Il était membre de l'Académie bavaroise des sciences (1956), de la Royal Irish Academy (1957), de la Medieval Academy of America (1960), de l'Institut archéologique allemand (1962) et de l'Académie américaine des arts et des sciences (1968), et associé étranger de l'Académie des inscriptions et belles-lettres. Il a été décoré de l'ordre allemand Pour le mérite für Wissenschaften und Künste (Pour le mérite, branche des sciences et arts).
Une galerie d'art à Berne porte son nom,.

## Œuvres principales
- Die südostdeutschen Schreibschulen und Bibliotheken in der Karolingerzeit, Teil I: Die bayrischen Diözesen, Leipzig 1940 (2e éd. Wiesbaden 1960, 3e éd. Wiesbaden 1974); Teil II: Die vorwiegend österreichischen Diözesen, Wiesbaden 1980.
- Mittelalterliche Studien : ausgewählte Aufsätze zur Schriftkunde und Literaturgeschichte, 3 vol., Hiersemann, Stuttgart, 1966-1981.
- Katalog der festländischen Handschriften des neunten Jahrhunderts (mit Ausnahme der wisigotischen) (Veröffentlichungen der Kommission für die Herausgabe der Mittelalterlichen Bibliothekskataloge Deutschlands und der Schweiz / Bayerische Akademie der Wissenschaften), Harrassowitz: Wiesbaden 1998. Teil 1: Aachen – Lambach.  (ISBN 3-447-03196-4).
- Katalog der festländischen Handschriften des neunten Jahrhunderts (mit Ausnahme der wisigotischen), éd. Birgit Ebersperger (Veröffentlichungen der Kommission für die Herausgabe der Mittelalterlichen Bibliothekskataloge Deutschlands und der Schweiz / Bayerische Akademie der Wissenschaften). Teil 2: Laon – Paderborn. Harrassowitz: Wiesbaden 2004.  (ISBN 3-447-04750-X).
- Manuscripts and libraries in the age of Charlemagne, trad. et éd. Michael Gorman (Cambridge studies in palaeography and codicology 1), Cambridge University Press: Cambridge 1994,  (ISBN 0-521-38346-3) Recension
- Paläographie des römischen Altertums und des abendländischen Mittelalters. 3e éd. Berlin 2004. (Grundlagen der Germanistik 24).  (ISBN 3-503-07914-9).

## Sources
- François Chamoux, « Allocution à l'occasion du décès de M. Bernard Bischoff, associé étranger de l'Académie », Comptes rendus des séances de l'année... - Académie des inscriptions et belles-lettres, 135e année, N. 3, 1991, p. 511 en ligne
- Heinrich Fichtenau, « Bernhard Bischoff † », Almanach der Österreichischen Akademie der Wissenschaften, 1991/92, 142e année, (Vienne, 1992), p. 505–510.
- Horst Fuhrmann, « Bernhard Bischoff », Menschen und Meriten : eine persönliche Portraitgalerie, C. H. Beck: Munich, 2001, p. 300–310.
- Sigrid Krämer, Bibliographie Bernhard Bischoff und Verzeichnis aller von ihm herangezogenen Handschriften (Fuldaer Hochschulschriften 27), Knecht: Francfort-sur-le-Main, 1998,  (ISBN 3-7820-0760-3). Recension
- Sigrid Krämer: « Bernhard Bischoff zum 100. Geburtstag », Akademie aktuell – Zeitschrift der Bayerischen Akademie der Wissenschaften, Heft 20, 01/2007, p. 56–58, ISSN 1436-753X
- Gabriel Silagi, « Bernhard Bischoff », Deutsches Archiv für Erforschung des Mittelalters, 48 (1992), p. 411–413.